# Steatoda rufoannulata
Steatoda rufoannulata is een spinnensoort in de taxonomische indeling van de kogelspinnen (Theridiidae).
Het dier behoort tot het geslacht Steatoda. De wetenschappelijke naam van de soort werd voor het eerst geldig gepubliceerd in 1899 door Eugène Simon.